# 岩国発電所
岩国発電所（いわくにはつでんしょ）は、かつて山口県岩国市藤生町1-1-1にあった中国電力の石油火力発電所。

## 概要
1966年に1号機が運転を開始、順次増設され3号機までが建設された。その後、老朽化に伴い1号機は廃止された。2号機、3号機は需給逼迫時のバックアップ電源と位置付けて2018年2月から不稼働としていたが2020年6月を目途に廃止することが発表された。そして発表通りに廃止された。

## 所在していた発電設備
- 総出力：85万kW（閉鎖時）[2]
- 敷地面積：約21万m2

### 閉鎖前に廃止された発電設備
1号機
定格出力：22万kW
使用燃料：原油、重油
営業運転期間：1966年 - 1989年（平成元年）3月

### 閉鎖時まで稼働していた発電設備
2号機
定格出力：35万kw
使用燃料：原油、重油
営業運転期間：1972年（昭和47年）4月 - 2018年（平成30年）2月（休止）→2020年（令和2年）6月末（廃止）
3号機
定格出力：50万kw
使用燃料：原油、重油
営業運転期間：1981年（昭和56年）9月 - 2018年（平成30年）2月（休止）→2020年（令和2年）6月末（廃止）